# Kaká
Ricardo Izecson dos Santos Leite zkráceně Kaká (* 22. dubna 1982 Brasília, Brazílie), je bývalý brazilský fotbalový záložník a reprezentant Brazílie. Fotbalově vyrůstal v klubu São Paulo FC. V roce 2003 přestoupil do AC Milán kde za šest let vyhrál ligu, LM, MS klubů 2× Superpohár UEFA a domácí superpohár. Od roku 2009 do roku 2013 hrál za španělský klub Real Madrid a s ním vyhrál ligu, domácí pohár a domácí superpohár. Poté se na jednu sezonu vrátil do AC Milán a São Paulo FC. Poslední tři roky hrál v USA za klub Orlando City SC.
Za reprezentaci hrál na třech šampionátech (2002, 2006 a 2010), vyhrál jeden z nich a to v roce 2002. Též vyhrál Konfederační pohár FIFA a to v letech (2005 a 2009).
V roce 2007 získal ocenění Zlatý míč  a Fotbalista roku .

## Klubová kariéra

### São Paulo FC
Kaká začal hrát v mládežnickém sektoru São Paulo FC. V říjnu 2000 se stal obětí nehody, která hrozila přerušení kariéry: prudce upadl hlavou na dno bazénu a způsobil si zlomeninu šestého obratle, ale nedošlo k ochrnutí a tak se mohl opět věnovat fotbalu. Od téhle chvíle se stává silně věřící a při každém vstřelené brance zvedá ruce nahoru k Bohu.
Svůj první zápas odehrál 1. února 2001 proti Botafogu na turnaji Rio-San Paolo. O tři dny později vstřelil první branku proti Santosu v šampionátu Campionato Paulista. V prvních měsících používal pseudonym Cacá a až později Kaká. V roce 2001 byl zařazen do seznamu nejlepších 100 mladých hráčů sestavených Don Balón .
V následujícím roce získal ceny Bola de Prata a Bola de Ouro za nejlepší fotbalistu brazilské ligy. Za tři roky nastoupil celkem do 129 utkání a vstřelil 47 branek.

### AC Milán
Do italského klubu přestoupil díky bývalému hráči Rossoneri Leonarda za 8.5 mil. Euro . O několik dní později sledoval výhru v Evropském superpoháru. První zápas v lize odehrál 1. září 2003 v Anconě (0:2). Debut v evropské soutěže měl 16. září proti Ajaxu. První branku vstřelil 5. října 2003 v derby s Interem (2:0). Ve svém první sezoně získal s klubem titul a čtvrtfinále v LM a vstřelil celkem 14 branek.
Sezona 2004/05 začala vítězstvím v italském superpoháru. V Serie A lize vstřelil 7 branek a pomohl klubu k 2. místu v tabulce. V LM s klubem došel do finále. Hráli jej s Liverpoolem a prohráli jej 3:4 po penaltách .
Potvrzení svých kvalit a talentu udělal v sezóně 2005/06. Klubu pomohl i po odečtení 30 bodů kvůli skandálu k 3. místu v lize v nichž vstřelil 14 branek. V LM vstřelil 5 branek a postoupil s klubem do semifinále kde nestačili na Barcelonu (0:1, 0:0).
Sezona 2006/07 byla ta nejlepší v jeho kariéře. Po odečtení 8 bodů pro Rossoneri kvůli skandálu skončil na 4. místě v lize. Velké zápasy odehrál v LM. Nejdříve v osmifinále rozhodl jedinou brankou zápas v prodloužení proti Celticu (0:0, 1:0), ve čtvrtfinále v prvním zápase proti Bayernu vstřelil jednu branku (2:2, 2:0) a v semifinále v prvním zápase v Manchesteru vstřelil dvě branky a v odvetě přispěl jednou brankou (2:3, 3:0). Ve finále byl u vítězství 2:1 nad Liverpoolem a poté se stal nejlepším hráčem sezony LM a střelcem s 10 brankami. Na konci roku 2007 získal ocenění Zlatý míč  a Fotbalista roku .
Poslední dvě sezony v dresu Rossoneri hrál ve skvělé formě. V zápase o Evropský superpohár se podílel na výhře 3:1 jednou brankou nad španělským klubem Sevilla FC. S klubem na konci roku 2007 vyhrál turnaj MS klubů. V lize se klubu nedařilo a obsadilo 5. místo v tabulce. Během ligové sezony vstřelil z 30 zápasů 15 branek. Sezona 2008/09 byla poslední za klub Rossoneri. V Serie A 2008/09|lize pomohl klubu se svými 16 brankami k 3. místu v tabulce a v poháru UEFA k 1. kolu vyřazovací soutěže. Za 6 sezon v klubu AC Milán sehrál celkem 270 utkání a v nich vstřelil 95 branek.

### Real Madrid
V červnu roku 2009 byl oficiálně vyhlášen přestup za 67 mil. Euro  a stal se tak druhým nejdražším fotbalistou světa . Hráč podepsal pětiletou smlouvu na 9 mil. Euro ročně .
Premiéru v dresu Los Blancos měl 29. srpna 2009 proti Deportivu (3:2). První branku vstřelil dne 23. září 2009 na 2:0 proti Villarreal CF. Během sezóny se hráč potýkal vážným zraněním , ale i tak nastoupil v lize do 25 zápasů a vstřelil 8 branek a stačilo to na druhou příčku v tabulce. Klubu pomohl v LM probojovat jen do osmifinále.
Na novou sezonu 2010/11 se musel podstoupit operaci levého kolene . Přestávka trvala až do 3. ledna 2011 když nastoupil do utkání proti Getafe CF na posledních 20 minut hry. Sezónu 2010/11 dokončil se 14 utkání a 7 branek v lize, která skončila opět na druhém místě. V LM si zahrál ve 3 utkání a s klubem došel do semifinále kde jej vyřadil klub FC Barcelona (0:2, 1:1). Spolu s klubem vyhrál domácí pohár.
V sezoně 2011/12 dostává od trenéra Mourinha dostává málo herního prostoru, ale v lize se mu podařilo shromáždit 27 utkání a vstřelit 5 branek a pomohl tak k 32. titulu v historii klubu. V LM s klubem postoupil do semifinále kde jej vyřadil klub FC Bayern Mnichov na penalty .
Sezona 2012/13 byla pro hráče velmi špatná. Stává se nepotřebným pro trenéra Mourinha  ale prodávat jej nechtějí . Vypadá to že během sezony přestoupí zpět do AC Milán . Nakonec dohraje sezonu ve Španělsku. V lize klubu pomůže v 19 zápasech k 2. místu v tabulce. V LM opět postoupí do semifinále a tam jej vyřadí Borussia Dortmund (1:4, 2:0). Po sezoně se hráč rozhoduje jestli zůstat či odejít . Nakonec se rozhodne odejít zpět do Itálie . Za 5 sezon ve španělském klubu odehrál celkem 120 utkání a vstřelil 29 branek.

### Návrat do AC Milán
Přestup byl uskutečněn 2. září 2013 a trenér Rossoneri Massimiliano Allegri byl velice rád . Jenže hned při prvním zápase v lize proti Turínu (2:2) se zranil . První branku od návratu do klubu vstřelil 30. října 2013 proti Laziu (1:1). Dne 23. listopadu nastoupil do utkání kapitánskou páskou Janovu (1:1) . Dne 6. ledna 2014 vstřelil 100 branku v dresu Rossoneri a díky něm porazili Atalantu 3:0 . V lize odehraje 30 utkání a vstřelí 7 branek. V LM s klubem neprojde přes osmifinále kde jej vyřazuje Atlético Madrid (0:1, 1:4).
Po sezoně se rozhoduje o své fotbalové budoucnosti . Nakonec 30. června 2014 smlouvu ukončil.

### Do São Paulo FC přes Orlando City
Dne 1. července 2014 podepsal hráč víceletou smlouvu s americkým klubem Orlando City SC . Klub jej ale do 31. prosince půjčil do mateřského klubu São Paulo FC . Svému mateřskému klubu pomohl v 19 zápasech a vstřelil v nich 2 branky. Nakonec klub skončil v lize na 2. místě tabulky. V Jihoamerickém poháru pomohl do semifinále.
V klubu Orlando City SC byl jmenován kapitánem a byl též nejlépe placeným fotbalistou ligy . Premiéru měl 8. března 2015 proti New York City FC (1:1), vstřelil jedinou branku. V americkém klubu odehrál tři sezony a nejlepší umístění bylo 7. místo ve východní konferenci a tím nepostup do play off. V prosinci 2017 oznámil konec fotbalové kariéry . Celkem odehrál za klub 79 utkání v nichž vstřelil 26 branek.

## Přestupy
- z São Paulo FC do AC Milán za 8 250 000 Euro
- z AC Milán do Real Madrid za 67 000 000 Euro
- z Real Madrid do AC Milán zadarmo
- z AC Milán do Orlando City SC zadarmo
- z Orlando City SC do São Paulo FC za 1 800 000 Euro (hostování)

## Statistiky
| Sezóna  | Klub            | Liga                | Liga   | Liga | Ligové poháry | Ligové poháry | Ligové poháry | Kontinentální poháry | Kontinentální poháry | Kontinentální poháry | Celkem | Celkem |
| Sezóna  | Klub            | Soutěž              | Zápasy | Góly | Soutěž        | Zápasy        | Góly          | Soutěž               | Zápasy               | Góly                 | Zápasy | Góly   |
| ------- | --------------- | ------------------- | ------ | ---- | ------------- | ------------- | ------------- | -------------------- | -------------------- | -------------------- | ------ | ------ |
| 2001    | São Paulo FC    | CP+Série A          | 11+27  | 2+12 | BP            | 7             | 1             | JAP                  | 5                    | 0                    | 50     | 15     |
| 2002    | São Paulo FC    | Série A             | 22     | 9    | BP            | 9             | 6             | [-                   | 0                    | 0                    | 31     | 15     |
| 2003    | São Paulo FC    | CP+Série A          | 7+10   | 5+2  | BP            | 5             | 0             | -                    | 0                    | 0                    | 20     | 7      |
| 2003/04 | AC Milán        | Serie A             | 30     | 10   | IP            | 4             | 0             | LM+ES+IP             | 10+0+1               | 4+0+0                | 45     | 14     |
| 2004/05 | AC Milán        | Serie A             | 36     | 7    | IP+IS         | 1+1           | 0+0           | LM                   | 13                   | 2                    | 51     | 9      |
| 2005/06 | AC Milán        | Serie A             | 35     | 14   | IP            | 2             | 0             | LM                   | 12                   | 5                    | 49     | 19     |
| 2006/07 | AC Milán        | Serie A             | 31     | 8    | IP            | 2             | 0             | LM                   | 15                   | 10                   | 48     | 18     |
| 2007/08 | AC Milán        | Serie A             | 30     | 15   | IP            | 0             | 0             | LM+ES+MSK            | 8+1+2                | 2+1+1                | 41     | 19     |
| 2008/09 | AC Milán        | Serie A             | 31     | 16   | IP            | 1             | 0             | UEFA                 | 4                    | 0                    | 36     | 16     |
| 2009/10 | Real Madrid     | Primera División    | 25     | 8    | ŠP            | 1             | 0             | LM                   | 7                    | 1                    | 33     | 9      |
| 2010/11 | Real Madrid     | Primera División    | 14     | 7    | ŠP            | 3             | 0             | LM                   | 3                    | 0                    | 20     | 7      |
| 2011/12 | Real Madrid     | Primera División    | 27     | 5    | ŠP+ŠS         | 4+1           | 0             | LM                   | 8                    | 3                    | 40     | 8      |
| 2012/13 | Real Madrid     | Primera División    | 19     | 3    | ŠP+ŠS         | 2+0           | 1+0           | LM                   | 6                    | 1                    | 27     | 5      |
| 2013/14 | AC Milán        | Serie A             | 30     | 7    | IP            | 1             | 0             | LM                   | 6                    | 2                    | 37     | 9      |
| 2014    | São Paulo FC    | Série A             | 19     | 2    | BP            | 7             | 1             | JAP                  | 5                    | 1                    | 24     | 3      |
| 2015    | Orlando City SC | Major League Soccer | 28     | 9    | AP            | 3             | 2             | -                    | 0                    | 0                    | 31     | 11     |
| 2016    | Orlando City SC | Major League Soccer | 24     | 9    | AP            | 0             | 0             | -                    | 0                    | 0                    | 24     | 9      |
| 2017    | Orlando City SC | Major League Soccer | 23     | 6    | AP            | 1             | 0             | -                    | 0                    | 0                    | 24     | 6      |
| Celkově | Celkově         | Celkově             | 479    | 156  | -             | 48            | 10            | -                    | 106                  | 33                   | 633    | 199    |

## Reprezentační kariéra
Zúčastnil se MS U20 2001 v Argentině, kde vypadli ve čtvrtfinále s Ghanou (1:2).
První zápas za reprezentaci odehrál 31. ledna 2002 v přátelském utkání proti Bolívii (6:0), nastoupil v 66. minutě utkání . Poslední zápas odehrál v přátelském utkání proti Panamě 29. května 2016 (2:0) když nastoupil v 80. minutě utkání . První branku vstřelil v přátelském utkání proti Islandu (6:1) 7. března 2002 .
Celkem odehrál za reprezentaci 92 utkání a vstřelil v nich 29 branek.
Zúčastnil se tří turnajů Mistrovství světa (2002, 2006 a 2010).
| Reprezentace | Rok  | Zápasy             | Zápasy | Zápasy            | Zápasy           | Zápasy           | Zápasy   |
| Reprezentace | Rok  | Fáze turnaje       | Datum  | Soupeř            | Odehraných minut | Vstřelené branky | Výsledek |
| ------------ | ---- | ------------------ | ------ | ----------------- | ---------------- | ---------------- | -------- |
| Brazílie     | 2002 | 3 zápas ve skupině | 13. 6. | Kostarika         | 18               | 0                | 5:2      |
| Brazílie     | 2006 | 1 zápas ve skupině | 13. 6. | Chorvatsko        | 90               | 1                | 1:0      |
| Brazílie     | 2006 | 2 zápas ve skupině | 18. 6. | Austrálie         | 90               | 0                | 2:0      |
| Brazílie     | 2006 | 3 zápas ve skupině | 22. 6. | Japonsko          | 71               | 0                | 4:1      |
| Brazílie     | 2006 | Osmifinále         | 27. 6. | Ghana             | 83               | 1                | 3:0      |
| Brazílie     | 2006 | Čtvrtfinále        | 1. 7.  | Francie           | 79               | 0                | 0:1      |
| Brazílie     | 2010 | 1 zápas ve skupině | 15. 6. | KLDR              | 78               | 0                | 2:1      |
| Brazílie     | 2010 | 2 zápas ve skupině | 20. 6. | Pobřeží slonoviny | 88 (č.k.)        | 0                | 3:1      |
| Brazílie     | 2010 | Osmifinále         | 28. 6. | Chile             | 81               | 0                | 3:0      |
| Brazílie     | 2010 | Čtvrtfinále        | 2. 7.  | Nizozemí          | 90               | 0                | 1:2      |

## Úspěchy

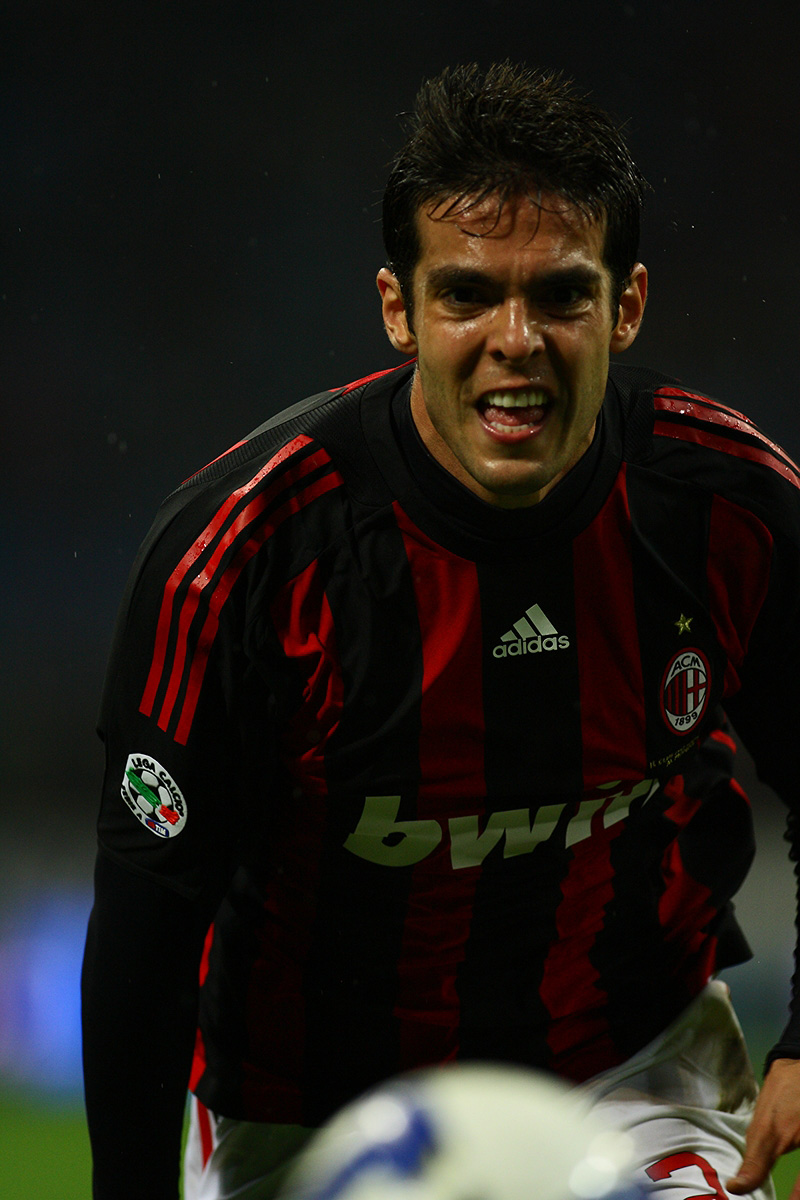
Kaká v AC Milán

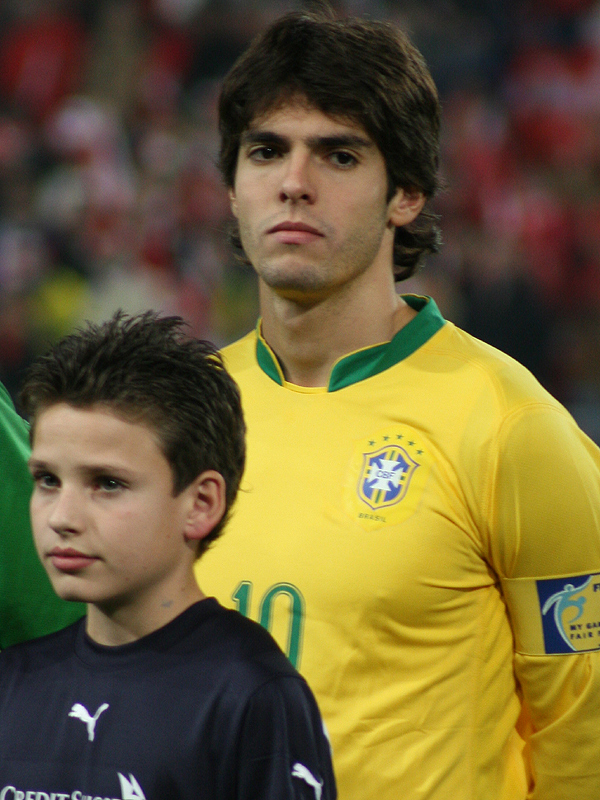
Kaká v reprezentaci

### Klubové
- - 1× vítěz italské ligy (2003/04)
  - 1× vítěz španělské ligy (2011/12)
  - 1× vítěz španělského poháru (2011)
  - 1× vítěz italského superpoháru (2004)
  - 1× vítěz Ligy mistrů (2006/07)
  - 2× vítěz evropského superpoháru (2003, 2007)
  - 1× vítěz mistrovství světa klubů (2007)

### Reprezentace
- - 3× na MS (2002 - zlato, 2006, 2010)
  - 2× na Konfederačním poháru (2005 - zlato, 2009 - zlato)
  - 1× na Golden Cupu (2003 - stříbro)
  - 1× na MS 20 (2001)

### Individuální
- - 1× Zlatý míč (2007)
  - 1× Fotbalista roku (FIFA) (2007)
  - 1× Nejlepší hráč podle časopisu World Soccer (2007)
  - 1× Onze d'Or (2007)
  - 3× Nejlepší hráč ligy (2002, 2003/04, 2006/07)
  - 3× Nejlepší zahraniční hráč Serie A (2003/04, 2005/06, 2006/07)
  - 1× Nejlepší záložník Ligy mistrů (2004/05)
  - 1× UEFA Club Footballer of the Year (2006/07)[41]
  - 1× Nejlepší hráč Konfederačního poháru (2009)
  - 1× Nejlepší hráč Golden Cupu (2003)
  - 1× Nejlepší hráč podle FIFPro (2007)
  - 1× Pallone d'Argento (2006/07)
  - All Stars Team UEFA (2006, 2007, 2009)
  - All Stars Team FIFPro (2006, 2007, 2008)